# KSCN-TV
KSCN-TV é uma emissora de televisão estadunidense com sede em Los Angeles, na Califórnia. Opera no canal 22 (4 VHF digital). Pertence à Sunset Boulevard Broadcasting Corporation. Seus estúdios estão instalados na KCET Studios, localizados no Sunset Boulevard em Hollywood, e os transmissores estão no topo do Monte Harvard.

## História

### Primórdios (1952-1965)
Em 19 de junho de 1952, John Poole, proprietário da emissora de rádio KBIG (740 AM), pediu uma licença para uma nova emissora de televisão no canal 22 em Los Angeles, que foi concedida com o prefixo KPIK em 20 de dezembro de 1952. Foi anunciado em fevereiro de 1953 que a emissora seria lançada no outono daquele ano. Poole anunciou que o transmissor iria operar com uma potência irradiada efetiva de 540.000 watts, tornando a KPIK a emissora mais potente do país. A construção começou em março, em uma nova instalação no topo do Monte Wilson, que foi proposta para abrigar as emissoras de televisão UHF licenciadas para os canais 22, 28 e 34 em Los Angeles. O prefixo foi alterado para KBIC-TV, anteriormente usado na licença de Poole para o canal 46 em Sacramento, em 10 de novembro de 1953. A KBIC-TV transmitiu uma imagem de teste em 1954, mas nunca iniciou uma programação regular.
A licença do canal 22 ficou sem uso até ser vendida em 1962 para a Central Broadcasting Corporation of California por US$ 180.000. A Federal Communications Commission aprovou a venda em janeiro de 1963. Em 25 de janeiro de 1963, o prefixo foi alterado para KIIX (com a pronúncia "kicks"), e a emissora passou a anunciar que direcionaria sua programação à comunidade afro-americana, sendo a segunda emissora com esse gênero de programação depois da WOOK-TV, de Washington, DC. A Central estabeleceu estúdios na 2330 W. Washington Blvd., uma antiga concessionária de automóveis onde o showroom se tornou um estúdio, e definiu uma programação de sete horas por dia, incluindo programas infantis, adolescentes e programas jornalísticos.

### KIIX e KPOL-TV (1963-1966)
Em 25 de março de 1963, a KIIX iniciou oficialmente suas operações. O apresentador Larry McCormick era o apresentador do programa musical KIIXville, e os jogadores, Dick Bass e Pervis Atkins, do Los Angeles Rams, realizavam a cobertura de esportes.
A emissora teve um início ambicioso, mas demonstrou sinais de dificuldades financeiras em poucos meses. Em 1º de agosto, a KIIX cortou grande parte de sua programação ao vivo e demitiu 35 funcionários. A partir daí, a KIIX passou a exibir duas horas de filmes por dia para manter sua concessão. O comissário dos bombeiros de Los Angeles, Fred Kline, solicitou ao conselho municipal para comprar a emissora, avaliada na época em US$ 485.000 em equipamentos, para uso como meio de transmissão para os serviços de emergência da cidade. A emissora continuou nesta situação até agosto de 1964, quando a Coast Television Broadcasting Corporation, irmã da Coast Radio Broadcasting Corporation, proprietária da rádio KPOL (1540 AM), adquiriu a emissora por um total de US$ 205.000 em dinheiro e assunção de notas.
A emissora foi tirada do ar em setembro de 1964, e retornou sob sua nova propriedade em 29 de março de 1965, atrasado de um início planejado em 1º de março,  como KPOL-TV, transmitindo principalmente séries e filmes antigos. A emissora se destacava por ter limites em intervalos comerciais, não aceitando comerciais de bebidas alcoólicas ou cigarro.

### KWHY-TV (1966-2025)
A Capital Cities Broadcasting Company adquiriu a KPOL-TV e sua emissora de rádio irmã em 1966 e imediatamente cedeu a emissora de televisão a acionistas da Coast, incluindo o gerente geral da KPOL-TV, Frederick Custer, e o diretor de programação da emissora, Robertson Scott, por US$ 400.000. O prefixo da emissora foi alterado para KWHY-TV em 15 de agosto. Em 14 de novembro, a emissora lançou um programa de oito horas de cobertura do mercado de ações, do sino de abertura da Bolsa de Valores de Nova York ao sino de fechamento da Bolsa de Valores da Costa do Pacífico, chamado The Stock Market Observer. Antes do lançamento do programa, a emissora não operava durante o dia. Em 1969, o programa, produzido pela Scantlin Electronics de Los Angeles, passou a ser exibido em quatro cidades. Nas noites de semana, a KWHY-TV exibia programas em espanhol, e aos fins de semana, programas em coreano, japonês e chinês.

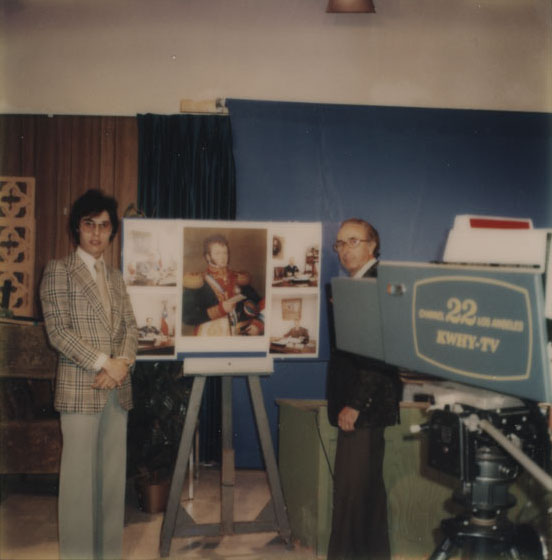
KWHY-TV em 1976.

Coast chegou a um acordo para vender a KWHY-TV à Zenith Electronics em 1971. A emissora teria servido como a saída da área de Los Angeles para seu sistema de televisão paga Phonevision. O pedido de venda foi indeferido no ano seguinte.
Embora a oferta da Zenith para usar a KWHY-TV para televisão por assinatura tenha dado errado, outra operadora teve sucesso em julho de 1978. A SelecTV, de propriedade da American Subscription Television, lançou um modelo em que os assinantes pagavam por programa assistido. Isso a diferenciava da concorrência da ONTV, onde os assinantes pagavam uma taxa fixa. Em novembro, a SelecTV tinha 5.000 assinantes. Além disso, a KWHY-TV aumentou sua potência irradiada efetiva de 107.000 watts para 2,57 milhões.
Em 1981, Burt Harris, da Harriscope Corporation, e a SelecTV, uniram-se para comprar a KWHY-TV da Coast Television por US$ 5,3 milhões. A SelecTV optou por exercer a opção de comprar o canal 22 depois que a Coast não aceitou exibir filmes "R-rated" (que só podem ser assistidos por menores de 17 anos se os mesmos estiverem acompanhados por adultos) da SelecTV. A KWHY-TV manteve a cobertura jornalística de negócios por meio de uma série de reformulações. Na década de 80, à medida que o alcance da televisão a cabo se expandia para além de Los Angeles, o formato dessa programação foi reinventado. Uma revisão gráfica completa foi feita, criando a primeira tela multi-elemento, mostrando todos os índices de ações e commodities, duas linhas de fitas adesivas de ações e informações de preços em tempo real. Enquanto isso, um âncora lia as notícias ao vivo. A programação foi renomeada para The Business Channel. Durante esse tempo, a KWHY-TV se tornou a primeira emissora no país com uma máquina de reprodução comercial automatizada e a primeira a utilizar animação digital de um reprodutor de disco óptico.
A SelecTV continuou a operar, mesmo com o número de assinantes da televisão paga diminuindo. Quando a ONTV acabou em Los Angeles, houve grande migração para a operadora. A SelecTV foi adquirida pela Telstar em janeiro de 1987. A diminuição contínua da base de assinantes do serviço levou a KWHY-TV a começar a preparar uma transição para uma programação em espanhol durante o horário nobre. A SelecTV deixou de ter sua programação exibida na KWHY-TV após mais de uma década de operações em 31 de março de 1989, tendo alcançado um acordo para conclusão no mês seguinte à falência. Em 20 de março, a emissora chegou a não transmitir a programação da SelecTV por falta de pagamento da operadora.
Sem a SelecTV, a KWHY-TV converteu-se em uma emissora independente de língua espanhola, além da programação do The Business Channel, em 1º de abril de 1989. Inicialmente, a emissora também exibia programas da rede de televisão a cabo Galavisión, que na época estava se preparando para passar a operar na TV aberta em várias cidades. No entanto, quando a Televisa, proprietária da rede, tornou-se sócia da Univision, a emissora deixou de transmitir a programação da Galavisión, passando a transmitir uma mistura de filmes clássicos, game shows e telejornais.
Em 1994, o comentarista de mercado Gene R. Morgan foi condenado a pagar uma multa de US$ 50.000 por falsificar uma ação que ele subscreveu e promoveu em seu programa na KWHY-TV. O nome do canal mudou para 22 Business News em 1997 e depois Business News 22 em 1999. Em 4 de outubro de 1999, a emissora parou de exibir a programação do canal, citando o desejo de transmitir programação independente no idioma espanhol em tempo integral, devido a forte demanda do telespectador. A KJLA (canal 57) assumiu a transmissão do Business News 22 sob um acordo de aluguel de tempo. Um ano depois, a KJLA deixou de exibir a programação do "BizNews 1".
Em 2001, após a decisão da FCC de permitir duopólios (propriedade de duas emissoras de televisão em um único mercado por uma empresa), a Telemundo (que já possuía sua emissora principal na Costa Oeste, a KVEA, canal 52) comprou a KWHY-TV por US$ 239 milhões, mantendo-a com uma programação independente. Depois que a NBC comprou a Telemundo da Liberty Media e Sony Pictures Entertainment em 2002, as operações da KVEA e da KWHY-TV foram integradas à emissora própria da NBC, KNBC (canal 4) no complexo NBC Studios (hoje The Burbank Studios) em Burbank. A NBCUniversal (empresa que foi criada por meio da fusão entre a General Electric e a Vivendi Universal em 2003) foi temporariamente autorizada a possuir três emissoras no mercado de Los Angeles, enquanto os regulamentos da FCC normalmente limitavam a propriedade a duas. A KWHY-TV e a KVEA eram um duopólio antes da fusão da NBC com a Telemundo, e foram autorizadas a permanecer co-propriedade da FCC enquanto se aguardava uma decisão sobre os limites de propriedade.
Em 9 de setembro de 2007, a NBCUniversal anunciou que colocaria à venda a KWHY-TV e sua emissora irmã WKAQ-TV de San Juan, Porto Rico. Isso ocorreu após a aquisição da Oxygen Media pela NBCU. As emissoras foram retiradas do mercado de venda três meses depois, em 21 de dezembro.
Em 7 de maio de 2010, foi relatado que a NBCUniversal planejava vender a KWHY-TV devido à sua fusão pendente com a Comcast. A NBCUniversal e a Comcast esperavam que a FCC abrandasse suas regras de propriedade de mídia e lhes permitisse ter três emissoras nos principais mercados, mas depois que a primeira oferta da FCC para permitir isto foi rejeitada no tribunal, a agência não fez novas tentativas. Em 26 de janeiro de 2011, a NBCU anunciou que venderia a KWHY-TV para a empresa de investimento local The Meruelo Group. O negócio foi aprovado pela FCC em abril e oficialmente fechado em 6 de julho de 2011.
Em 13 de agosto de 2012, a emissora tornou-se uma das primeiras afiliadas da rede MundoFox e serviu efetivamente como emissora principal da rede. A emissora também pretendia expandir sua programação de jornalismo local. Além disso, a programação sindicada, junto com o arquivo de programas clássicos da emissora, foi posteriormente transferida para um novo subcanal digital lançado no mesmo dia, sob a marca "Super 22.2".
Em 27 de julho de 2015, a emissora passou a se chamar MundoMax 22, de acordo com o rebranding da rede. Um mês depois, em 31 de agosto, a Meruelo anunciou que a RCN Televisión, dona da MundoMax, assumiria o departamento comercial e o marketing da KWHY-TV a partir de 1º de setembro. A RCN também assumiu simultaneamente as operações da afiliada da rede em Houston, Texas, KUVM-CD, por meio de um acordo semelhante.
À 0h de 1º de dezembro de 2016, após a extinção da MundoMax, a KWHY-TV voltou a exibir uma programação independente de língua espanhola em seu canal principal. O primeiro programa exibido foi a sessão de filmes Cineteca 22. A programação era composta por uma mistura de música em língua espanhola e entretenimento (como os programas Operación Repo, Cuanto Cuesta el Show, Sala de Justicia, Fiesta de Comediantes, Cine Mexicano e Cine a la Cama, entre outros). Também começou a transmitir telejornais locais em espanhol produzidos em Monterrey, no México, pela Milenio Televisión com o nome Noticias 22 Milenio, mais tarde abreviado para Milenio Noticias, além de transmissões nacionais da Milenio Television.
Em 26 de agosto de 2019, a emissora encerrou de um contrato de locação com a Igreja Universal do Reino de Deus para transmitir sua programação no subcanal 22.2 para se tornar uma afiliada da rede Retro TV. Em 1º de janeiro de 2022, a KWHY-TV começou a transmitir a Azteca América no subcanal digital 22.2 após o término da afiliação da rede com a KJLA. O acordo terminou em 31 de dezembro de 2022, após a Azteca América encerrar suas operações.

### KSCN-TV (2025-presente)
Em 29 de julho de 2024, foi noticiado que a Meruelo Media venderia a KWHY-TV para a Sunset Boulevard Broadcasting, uma empresa afiliada à Igreja de Cientologia, por US$ 30 milhões; o acordo incluiu o acordo de compartilhamento de canais com a KBEH, que foi mantida pela Meruelo. A venda foi concluída em 6 de janeiro de 2025. Em 16 de dezembro de 2024, a Sunset Boulevard Broadcasting entrou com um pedido para alterar o prefixo da estação para KSCN-TV. A emissora começou a transmitir simultaneamente a Scientology Network em tempo integral em 1º de janeiro de 2025, e todos os outros subcanais foram descontinuados.

## Sinal digital
| PSIP | Canal digital | Resolução de vídeo | Programação                      |
| ---- | ------------- | ------------------ | -------------------------------- |
| 22.1 | 4 VHF         | 720p               | Programação principal da KSCN-TV |

A emissora, como KWHY-TV, se tornou a primeira emissora UHF de Los Angeles a ativar seu sinal digital, em 2002, operando no canal 42 UHF digital, onde operou até junho de 2019, quando passou a operar no canal 4 VHF digital.

### Transição para o sinal digital
Com base no decreto federal de transição das emissoras de TV estadunidenses do sinal analógico para o digital, a KWHY-TV descontinuou sua programação regular no sinal analógico pelo canal 22 UHF em 12 de junho de 2009.

## Programas
Atualmente, a KSCN-TV retransmite integralmente a programação da Scientology Network. Diversos programas locais compuseram a grade da emissora e foram descontinuados:
- 22 Cine Mexicano
- 22 Niños
- California Stocks Report
- Chart Watch
- Cine del Sábado
- Cine del Domingo
- Cine en la Cama
- Cine Mexicano Estelar
- Cineplex 22
- Cineteca 22
- Closing Bell Report
- Day Time Dialogue
- Health & Medical Update
- Health News
- High Tech Report
- Iris Contigo
- KIIXville
- Marketwatch News
- Market Wrap-up
- Mundo Deportivo
- Mundo Deportivo Polémico
- Milenio Noticias 22
- Movers and Shakers
- Noticias MundoMax 22
- Noticias 22
- Noticias 22 a Las 7PM
- Noticias 22 a Las 10PM
- Noticias 22: El Primeiro de La Tarde
- Noticias 22: Fin de Semana
- Nuestro Cine
- Opening Bell Report
- Show Biz Report
- Super Cine
- Technically Speaking
- The Stock Market Observer
- Video 22
- Viva el 22

### Jornalismo
Antes de se tornar afiliada à Scientology Network, a KSCN-TV (como KWHY-TV) transmitia 13 horas de telejornais produzidos localmente todas as semanas (sendo 2 horas a cada dia da semana e 1 hora e 30 minutos aos sábados e domingos). Além disso, a emissora produziu o programa de notícias e estilo de vida Viva el 22, que era exibido nas manhãs dos dias úteis às 8h. A KWHY-TV foi a primeira emissora em Los Angeles a utilizar teleprompters operados pelos âncoras. 
Após o anúncio de 31 de agosto de 2015 de que a RCN Television assumiria as operações da emissora, os telejornais da emissora foram imediatamente cancelados e o departamento de jornalismo foi encerrado (a RCN também interrompeu a operação de jornalismo nacional da MundoMax após adquirir o controle total da rede em julho). A principal âncora da emissora, Palmira Perez (que era um dos cinco funcionários da emissora contratados pela RCN), passou a ancorar boletins de notícias locais e nacionais de um minuto durante a programação da MundoMax.
A emissora retomou a exibição da programação jornalística em 13 de março de 2017, transmitindo telejornais locais terceirizados das redes do Grupo Multimedios em Monterrey, México, incluindo a Milenio Televisión e a divisão Telediario da Multimedios Televisión.
A emissora exibia três edições do Milenio Noticias ao longo do dia e duas nos finais de semana, todas gravadas. Em 28 de junho de 2021, estreou o telejornal local Noticias 22, com a apresentação de Fernando Nuñes e Priscila Cantú.

## Equipe

### Membros antigos
- Alejandro Navarro (hoje na KVEA)
- Alvaro Riet †
- Anabel Muñoz (hoje na KABC-TV)
- Diana Alvarado (hoje na KMEX-DT)
- Dunia Elvir (hoje na KVEA)
- Ericka Pino (hoje na WGBO-DT em Chicago, Illinois)
- Ernesto Rubi
- Fernando Nuñes
- Francella Perez (hoje na KUSI-TV em San Diego)
- Frank Barbera
- Gene R. Morgan
- Gustavo Vargas
- Hipolito Gamboa
- Iris Gandarilla
- Juan Carlos Gonzalez
- Laura Gregory
- Lizzet López (hoje na KUAN-LD em San Diego)
- Lucy Garcia
- Mariaté Ramos
- Melissa Martinez
- Miguel Karcz (hoje na Multimedios Televisión no México)
- Mike Russell
- Palmira Perez (hoje na KMEX-DT)
- Priscila Cantú
- Raymond Mesa (hoje na KVEA)
- Richard Saxton
- Saul Rodriguez (hoje na KVEA)
- Skip Lindeman

## Retransmissoras
Ao longo dos anos, a então KWHY-TV operou várias retransmissoras no sul da Califórnia. Em Santa Bárbara, a emissora era proprietária da KWHY-LP (canal 22, anteriormente no canal 65 de UHF). Os equipamentos dessa repetidora foram destruídos pelo Montecito Tea Fire, um incêndio que destruiu 210 cidades nas cidades de Montecito e Santa Bárbara em 14 de novembro de 2008. A licença da retransmissora foi devolvida pela KWHY-TV um ano depois. As repetidoras K46GF, em Santa Maria, e K47GD-D, em San Luis Obispo, tiveram suas licenças devolvidas em 9 de janeiro de 2019.
A KWHY-TV também forneceu grande parte da programação para a emissora independente espanhola KBOP-CA de San Diego, que mais tarde deixou de exibir os programas da KWHY-TV e se tornou KSEX-CD antes de ser extinta em 2017. A emissora também foi repetida de 1999 a 2002 na K53GF (então canal 53, anteriormente K67FE no canal 67, hoje K14RK-D, canal 14 UHF) em Phoenix, Arizona.